# Jonathan Huberdeau
Jonathan Huberdeau, född 4 juni 1993, är en kanadensisk professionell ishockeyforward som spelar för Calgary Flames i National Hockey League (NHL).
Han har tidigare spelat för Florida Panthers i NHL och Saint John Sea Dogs i Ligue de hockey junior majeur du Québec (LHJMQ).
Huberdeau draftades av Florida Panthers i första rundan i 2011 års draft som tredje spelare totalt.

## Statistik
| 2008–2009    | Vikings de Saint-Eustache | LHMAAAQ      | 43  | 20  | 30  | 50  | 60  | 8  | 2  | 7  | 9  | 18 |
| 2009–2010    | Saint John Sea Dogs       | LHJMQ        | 61  | 15  | 20  | 35  | 43  | 21 | 11 | 7  | 18 | 22 |
| 2010–2011    | Saint John Sea Dogs       | LHJMQ        | 67  | 43  | 62  | 105 | 88  | 19 | 16 | 14 | 30 | 16 |
| 2011–2012    | Saint John Sea Dogs       | LHJMQ        | 37  | 30  | 42  | 72  | 50  | 15 | 10 | 11 | 21 | 18 |
| 2012–2013    | Florida Panthers          | NHL          | 48  | 14  | 17  | 31  | 18  | —  | —  | —  | —  | —  |
|              | Saint John Sea Dogs       | LHJMQ        | 30  | 16  | 29  | 45  | 48  | —  | —  | —  | —  | —  |
| 2013–2014    | Florida Panthers          | NHL          | 69  | 9   | 19  | 28  | 37  | —  | —  | —  | —  | —  |
| 2015–2016    | Florida Panthers          | NHL          | 76  | 20  | 39  | 59  | 43  | 6  | 1  | 2  | 3  | 10 |
| 2016–2017    | Florida Panthers          | NHL          | 31  | 10  | 16  | 26  | 13  | —  | —  | —  | —  | —  |
| 2017–2018    | Florida Panthers          | NHL          | 82  | 27  | 42  | 69  | 32  | —  | —  | —  | —  | —  |
| 2018–2019    | Florida Panthers          | NHL          | 82  | 30  | 62  | 92  | 40  | —  | —  | —  | —  | —  |
| 2019–2020    | Florida Panthers          | NHL          | 69  | 23  | 55  | 78  | 30  | 4  | 1  | 2  | 3  | 2  |
| 2020–2021    | Florida Panthers          | NHL          | 55  | 20  | 41  | 61  | 36  | 6  | 2  | 8  | 10 | 4  |
| 2021–2022    | Florida Panthers          | NHL          | 80  | 30  | 85  | 115 | 54  | 10 | 1  | 4  | 5  | 4  |
| 2022–2023    | Calgary Flames            | NHL          | 11  | 1   | 5   | 6   | 2   | —  | —  | —  | —  | —  |
| NHL totalt   | NHL totalt                | NHL totalt   | 682 | 199 | 420 | 619 | 343 | 26 | 5  | 16 | 21 | 20 |
| LHJMQ totalt | LHJMQ totalt              | LHJMQ totalt | 195 | 104 | 153 | 257 | 229 | 55 | 37 | 32 | 69 | 56 |

### Internationellt
| Källa: Uppdaterad: 2022-05-25 | Källa: Uppdaterad: 2022-05-25 | Källa: Uppdaterad: 2022-05-25 |         | Utv = Utvisningsminuter | Utv = Utvisningsminuter | Utv = Utvisningsminuter | Utv = Utvisningsminuter | Utv = Utvisningsminuter |
| År                            | Lag                           | Mästerskap                    | Matcher | Mål                     | Assists                 | Poäng                   | Utv                     |                         |
| ----------------------------- | ----------------------------- | ----------------------------- | ------- | ----------------------- | ----------------------- | ----------------------- | ----------------------- | ----------------------- |
| 2010                          | Kanada                        | Ivan Hlinka                   | 5       | 0                       | 3                       | 3                       | 2                       |                         |
| 2012                          | Kanada                        | JVM                           | 6       | 1                       | 8                       | 9                       | 16                      |                         |
| 2013                          | Kanada                        | JVM                           | 6       | 3                       | 6                       | 9                       | 4                       |                         |
| 2018                          | Kanada                        | VM                            | 8       | 1                       | 4                       | 5                       | 2                       |                         |
| Junior totalt                 | Junior totalt                 | Junior totalt                 | 17      | 4                       | 17                      | 21                      | 22                      |                         |
| Senior totalt                 | Senior totalt                 | Senior totalt                 | 8       | 1                       | 4                       | 5                       | 2                       |                         |